# George Reed (fotbollsspelare)
George Reed, född 7 februari 1904 i Altofts, Yorkshire, England, död 29 november 1958 i Bristol, England, var en engelsk professionell fotbollsspelare.
Reed började och tillbringade större delen av sin professionella fotbollskarriär som centerhalv i Leeds United där han spelade totalt 150 matcher och gjorde 3 mål, varav 141 ligamatcher och 2 mål, mellan 1924 och 1931. Därefter flyttade han till Plymouth Argyle och sedermera till Crystal Palace samt Clapton Orient innan han avslutade spelarkarriären 1936.
Han återvände därefter till Plymouth Argyle som tränare.